# Yonin Bayashi

## Storia
Yonin Bayashi (四人囃子,Quattro Musicisti) è un gruppo progressive rock giapponese. Il gruppo fu creato da due studenti della Saginomiya High School, Daiji Okai (batteria, percussioni) e Katsutoshi Morizono (chitarra, voce) nel 1969, a cui si unirono Shinichi Nakamura (basso) e Hidemi Sakashita (tastiera) nel 1971. Sono considerati dalla critica tra i più importanti esponenti del rock giapponese, soprattutto per il primo album, Isshoku Sokuhatsu (一触即発), uscito nel 1974. In questo album è chiara l'influenza dei Pink Floyd e, in generale, del rock psichedelico. Dopo il primo album il bassista fu sostituito da Masahide Sakuma e, nel 1976, uscì Golden Picnics, dopo il quale il leader e cantante della band, Katsutoshi Morizono, decise di abbandonare il progetto. Al suo posto arrivò Mitsuru Satoh (chitarra, voce), con cui il gruppo cambiò stile musicale, aprendo i propri orizzonti anche al pop ed alla musica elettronica. Dopo la divisione, avvenuta nel 1979, uscì un nuovo singolo nel 1989, Dance, dopo il quale la band continuò a suonare a concerti e festival.

## Discografia
- Isshoku Sokuhatsu ( 一触即発, 1974)
- Golden Picnics (1976)
- Printed Jelly (1977)
- Bao (1978)
- NEO-N (1979)
- Dance (1989)